# Bundesagentur für Sprunginnovationen
Die Bundesagentur für Sprunginnovationen (offiziell SPRIND GmbH, häufig auch Agentur für Sprunginnovation) ist eine Bundesagentur in Deutschland, die disruptive Technologien fördern soll. Dabei sollen Forschungsideen, die das Potenzial zur Sprunginnovation haben, entdeckt und weiterentwickelt werden. Der Bund ist Gesellschafter. Die Agentur arbeitet im Auftrag des Bundesministeriums für Bildung und Forschung und des Bundesministeriums für Wirtschaft und Klimaschutz. Als Vorbild gilt die US-amerikanische Forschungsbehörde Defense Advanced Research Projects Agency (Darpa).
Die Agentur ist zunächst für eine Laufzeit von zehn Jahren geplant. Der dafür geplante Mittelbedarf liegt bei etwa einer Milliarde Euro. Der Aufsichtsrat umfasst zehn Mitglieder aus Wissenschaft, Wirtschaft, Ministerien und Politik. Als Gründungsdirektor der Agentur wurde Rafael Laguna de la Vera von der Bundesregierung im Juli 2019 berufen. In seiner ersten Sitzung am 22. September 2020 hat der Aufsichtsrat der Bundesagentur für Sprunginnovationen Peter Leibinger (Trumpf, Ditzingen) zum Aufsichtsratsvorsitzenden und Birgitta Wolff (Rektorin der Bergischen Universität Wuppertal) zu seiner Stellvertreterin gewählt.

## Geschichte
Die Bundesregierung beschloss im August 2018, eine Agentur für Sprunginnovationen einzurichten. Im März 2019 wurde eine Gründungskommission berufen. Im Oktober 2019 erfolgte im Neuen Rathaus Leipzig die notarielle Beurkundung der Agenturgründung und die Agentur bezog ihre Geschäftsräume. Im Mai 2021 kritisierte Bundeskanzlerin Angela Merkel die für die Bundesagentur für Sprunginnovation geschaffenen, zu wenig Bewegung erlaubenden Strukturen. Nach Angaben des Leiters der Agentur hat beispielsweise der Bundesrechnungshof dafür gesorgt, dass anders als geplant dort doch alle Anstellungen dem „Besserstellungsverbot“ unterliegen, so dass es teilweise schwierig sei, kompetente Personen einzustellen, weil sie wesentlich schlechter bezahlt würden als in der Industrie. Zudem würden Ressortegoismen dafür sorgen, dass Finanzierungsprobleme entstehen.
Am 17. November 2023 verabschiedet der Bundestag das SPRIND Freiheitsgesetz. Mit dem Gesetz wird SPRIND vom Bund mit der Aufgabe zur Förderung von Sprunginnovationen beliehen. Sie handelt damit im Bundesauftrag. Dadurch entfallen zukünftig aufwendige Abstimmungsprozesse und sie kann eigenverantwortlicher handeln. Zudem kann die SPRIND selbst über die Gründung von Tochtergesellschaften oder den Erwerb von Unternehmensbeteiligungen bestimmen. Außerdem kann sie auch privatrechtliche Förderinstrumente nutzen. SPRIND bekommt zusätzliche finanzielle Spielräume, da sie über ihre Finanzmittel freier verfügen kann (Selbstbewirtschaftungsmittel). Erlöse, etwa aus Anteilsverkäufen, fließen zu 50 Prozent in ihren Haushalt zurück. Die andere Hälfte kommt dem Bundeshaushalt zugute. Neue Ausnahmen vom Besserstellungsverbot geben SPRIND und ihren Tochtergesellschaften bessere Chancen, hochqualifiziertes Personal zu gewinnen. Das SPRIND Freiheitsgesetz ist seit dem 29. Dezember 2023 in Kraft.
Wie im SPRIND Freiheitsgesetz festgelegt, hat das Bundesministerium für Bildung und Forschung eine Evaluation der SPRIND in Auftrag gegeben. Ziel dieser Evaluation ist es, den Förderansatz der SPRIND, ihre Ablaufeffizienz, ihre Governance sowie die Wirksamkeit ihrer Finanzierungsinstrumente zur Förderung von Sprunginnovationen zu analysieren und zu bewerten. Dies bezieht sich insbesondere auf den Aufbau der SPRIND und den Betrieb im Verlauf nach der Gründung unter Berücksichtigung geplanter Veränderungen im Rahmen des SPRIND-Freiheitsgesetzes. Die Ergebnisse dieser Evaluation werden im Dezember 2024 erwartet.

## Laufende Projekte
- „Den Höhenwind ernten: Die Binnen-Windanlage der Zukunft“ von Horst Bendix.[16]
- „Eine Makrolösung für das Mikroplastik-Problem“[17]
- Wie die Alzheimersche Krankheit besiegt werden kann[18]
- Das Holodeck revolutioniert unsere Art zu kommunizieren[19]
- Wie Nanogami das Gesundheitswesen revolutioniert[20]
- Vom Gehirn lernen für die kognitive Datenbank der Zukunft[21]
- Kleine Linsen, große Wirkung – modern camera designs will die Hochvolumenproduktion kleiner Abbildungsoptiken nach Europa zurückholen[22]
- Stärkung der Digitalen Souveränität – Sovereign Tech Fund unterstützt sicheres und vitales Open-Source-Ökosystem[23]
- Nanoroboter in der Krebstherapie – Plectonic will mit LOGIBODIES ausschalten[24]
- Die Virenfänger – capsitec will mit DNA-Origami virale Erkrankungen heilen[25]
- Mit Memristoren die anwachsende Datenflut speichern und verarbeiten[26]
- Immuntherapie von Krebs nach dem Zwei-Schlüssel-Prinzip[27]
- „Es werde Licht : Wie optische Prozessoren die Computerindustrie nachhaltiger gestalten können“ von Akhetonics.[28]

## Graduierte Projekte
- „Eine europäische Superwolke: IT-Infrastruktur fürs 3. Jahrtausend“: Sovereign Cloud Stack (SCS) für Gaia-X[29]
- „Ein Quadratmillimeter der Zukunft: Der Analogrechner auf einem Chip“ von Bernd Ulmann.[30]
- „Natürlich inspirierte künstliche Intelligenz: Supercomputer SpiNNaker2“

## SPRIND Challenges
SPRIND Challenges sind Innovationswettbewerbe, bei denen die teilnehmenden Teams schnell und unbürokratisch finanziell unterstützt werden, um Lösungen für die großen gesellschaftlichen und technologischen Herausforderungen unserer Zeit hervorzubringen. Bei den SPRIND Challenges starten die Teams in einen mehrstufigen Wettbewerb. Zum Ende jeder Stufe wird die Arbeit der Teams evaluiert und nur die Besten verbleiben im Wettbewerb und erhalten weitere finanzielle Unterstützung, um ihre Idee weiterzuentwickeln.
- Broad-Spectrum Antivirals[31]
- Carbon To Value[32]
- Long-Duration Energy Storage[33]
- New Computing Concepts[34]
- Circular Biomanufacturing[35]

## SPRIND Funken
SPRIND Funken sind wie die SPRIND Challenges Innovationswettbewerbe, allerdings mit einer deutlich kürzeren Laufzeit. Vorrangiges Ziel der SPRIND Funken ist die schnelle Demonstration neuer, bahnbrechender Technologien.
- Tissue Engineering[36]
- Fully Autonomous Flight[37]
- EUDI Wallet Prototypes[38]
- Deepfake Detection and Prevention[39]